# Genérido
Genérido (Generidus) fue un militar romano occidental que ostentó el cargo de comes bajo el gobierno de Honorio.

## Biografía
De origen bárbaro, por su nombre se ha supuesto que era celta o germano. Tuvo que tener una notable carrera militar ya que era muy apreciado por el emperador además de tener fama como buen comandante e inaccesible al soborno.
Parece que, para el año 408, ejercía de comes Italiae y a finales de ese año fue destinado a Roma aunque no se tienen noticias de su actividad durante el primer asedio al que los visigodos sometieron la ciudad. Estando allí entró en vigor una ley que obligaba a que los cargos dentro de la corte Imperial estuviesen ocupados solo por personas de religión cristiana. Genérido —de creencias paganas— comunicó al emperador que no quería renunciar a la religión de sus mayores y se negó a incorporarse a su puesto. Honorio le ofreció hacer una excepción con su persona pero el militar se negó a tener ningún privilegio lo que llevó a que se derogase la ley.
Al siguiente año 409 fue destinado a la frontera danubiana donde se hizo cargo de las tropas estacionadas en las provincias recias, nóricas y panonias. Ese mismo año, Valente se desplazó con 6000 soldados de Dalmacia a Italia para entrar en Roma como guarnición aunque el ejército fue sorprendido por los visigodos y Valente desertó del bando de Honorio. Para febrero, el hombre fuerte de la corte, Olimpio, cayó en desgracia y fue sustituido junto a la cúpula militar. A Génerio se le añadió, entonces, el mando de las tropas que permanecían en Dalmacia y se convirtió en comes Illyrici. Después de ese año 409 no se vuelve a tener noticias de él.